# Josef Geiger (Politiker, 1833)
Josef Geiger (* 29. August 1833 in München; † 12. März 1912 ebenda) war ein deutscher Jurist und Mitglied des Deutschen Reichstags.

## Leben
Geiger besuchte die Volksschule und die Lateinschule und das Gymnasium in München. Nach dem Abitur 1851 am Wilhelmsgymnasium München studierte er Rechtswissenschaften an der Universität München von 1852 bis 1855. Danach wurde er 1865 Bezirksgerichtsassessor in Aichach und 1867 in München. 1876 wurde er zum Bezirksgerichtsrat und 1879 zum Landgerichtsrat ernannt.
Seit Sommer 1881 war er Mitglied der Bayerischen Abgeordneten-Kammer, dieses Mandat gab er am 20. November 1887 wegen seiner Beförderung zum Oberlandesgerichtsrat zurück, wurde jedoch bereits im Januar 1888 wiedergewählt und war dann ununterbrochen Landtagsmitglied bis 1911.
Von 1881 bis 1887 war er Mitglied des Deutschen Reichstags für den Reichstagswahlkreis Oberbayern 6 (Weilheim, Werdenfels, Bruck, Landsberg, Schongau) und die Deutsche Zentrumspartei.